# زیده بالا
زیده بالا، روستایی از توابع بخش سردار جنگل شهرستان فومن در استان گیلان ایران است. این روستا دارای مزارع برنج و باغ های چای است.روستا کوهپایه ای است و چشم اندار زیبایی دارد ، دارای سه دریاچه و استخر تماشایی است، مردم روستا در گذشته عموماً از طریق کشاورزی امرار معاش میکردند ومی کننداما امروزه منطقه ای برای گردشگری و دارای نقاط مثبت در زمینه ساخت ویلا است چرا که دارای زمین هایی با تمام امتیازات است ،جزو روستاهای به روز است و دارای خیابان ها و کوچه های بزرگ اسفالت شده است ،در این روستا عمارتی متعلق به خاندان میرزا کوچک جنگلی وجود داشت که متاسفانه در زلزله سال ۱۳۶۹ کاملا تخریب شد و در حال حاضر اقوام و‌نوادگان میرزا کوچک خان در روستا سکونت دارند. مرکز روستای زیده محله ای به نام رضابجار می باشد. رضابجار دارای امکانات بسیار قوی از جمله استادیوم 85 هزار نفری و کافه سرای عمو فرهاد می باشد.زیده بالا بسیار زیباست مخصوصاً سلهای دوقلوی رضابجار

## جمعیت
این روستا در دهستان سردارجنگل قرار دارد و براساس سرشماری مرکز آمار ایران در سال ۱۳۸۵، جمعیت آن ۹۲۸ نفر (۲۴۹خانوار) بوده‌است.